# Бойль, Роман Платонович
Рома́н Плато́нович Бойль (Боиль) (1794—1854) — вице-адмирал российского императорского флота.

## Биография
Роман Бойль родился 16 (27) января 1794 года в Ревеле в семье морского офицера Платона Алексеевича Бойля.
Получив образование в Морском кадетском корпусе, в 1811 году был произведён в мичманы и назначен в 36-й флотский экипаж. Служил сначала на фрегате «Эммануил», а потом на кораблях «Благодать» и «Юпитер» под командой своего отца — капитан-командора П. А. Бойля. В 1812 году был отправлен в Англию для соединения с английским флотом. В 1813 году участвовал в блокаде голландских берегов. В 1814 году дважды участвовал в десанте на голландском острове Норд-Белент. Вернувшись на родину, Боиль был назначен флаг-офицером вице-адмирала Р. В. Кроуна, а в 1816 году произведён в чин лейтенанта и назначен адъютантом своего тестя контр-адмирала А. А. Огильви.
В 1817 году Бойль был командирован на фрегате «Патрикий» в Испанию, откуда, по передаче фрегата испанскому правительству, вернулся в Кронштадт. В 1819 году был зачислен в полярную экспедицию под командой капитан-лейтенанта Васильева и оставался в плавании по Ледовитому океану до 1822 года. За участие в этой экспедиции был награждён орденом Св. Владимира 4-й степени и в 26 ноября 1826 года — орденом Св. Георгия 4-й степени за проведение 18 морских кампаний (№ 3781 по кавалерскому списку Григоровича — Степанова). Во время этого плавания Бойль подробно описал мыс в Бобровом море, который затем был назван его именем.
В 1823—1824 годах плавал в практической эскадре под начальством капитан-командора М. И. Ратманова. В 1826 году был произведён в чин капитан-лейтенанта. В 1827 году назначен командиром 24-пушечного фрегата «Помощный», на котором в 1828 году принимал участие в блокаде Дарданелл. В 1829 году был переведён на фрегат «Александра», и в скором времени был назначен его командиром. В 1830 году вернулся на этом фрегате из Средиземного моря и за усердную службу произведен императором Николаем I, посетившим фрегат, в чин капитана 2-го ранга и переведён в 15-й флотский экипаж.
В 1831 году Бойль назначен командиром корабля «Император Александр I» и переведён в 14-й флотский экипаж. В 1834 году произведён в чин капитана 1-го ранга
Был произведён в чин контр-адмирала 19 марта 1842 года с назначением командиром 3-й бригады 3-й флотской дивизии. В 1845 году был награждён орденом Св. Владимира 3-й степени, а 26 ноября 1847 года — орденом Св. Станислава 1-й степени.
В 1849 году был вынужден оставить службу на море вследствие расстроившегося здоровья и перейти на береговую службу, которую он начал, получив должность члена общего присутствия Морского интендантства.

## Архангельский губернатор
Вскоре. 22 марта 1850 года, он получил новое назначение в Архангельск, исправляющим должность главного командира Архангельского порта и архангельского военного губернатора, с управлением и гражданской частью. В этом же году, для ознакомления с вверенной его управлению областью, Бойль предпринял трудную поездку по восточной части Архангельской губернии. Одетый в самоедское платье, на самоедских санях, запряженных оленями, он объехал Пинежский и Мезенский уезды и побывал в самых отдаленных местах по Печоре, на берегу Ледовитого океана, в Усть-Сысольске, Ижме и Пустозерске, посетил даже чумы самоедов.
В июне того же года он решил обозреть и западную часть губернии, но ненастная погода расстроила его планы: он вытерпел несколько бурь в Белом море и принужден был вернуться в Архангельск; 8 апреля 1851 года был произведён в чин вице-адмирала. В 1853 году выхлопотал себе право на вооружение Архангельского порта, а когда во время Крымской войны губерния была объявлена на военном положении, Бойль, облечённый властью командира отдельного корпуса, с такой осторожностью и уменьем взялся за дело защиты Северного края от неприятеля, что тот ни разу не осмелился сделать открытого нападения на русский порт; 11 апреля 1854 года он был награждён орденом Св. Анны 1-й степени.
В декабре 1854 года он прибыл в Санкт-Петербург по делам обороны Архангельска, где и скончался — 15 (27) декабря 1854 года. Похоронен на Смоленском лютеранском кладбище.

## Семья
Был женат на дочери вице-адмирала А. А. Огильви Варваре Александровне. У них родилось 8 сыновей и 1 дочь. Один сын, предположительно, умер в детском возрасте, остальные семеро служили во флоте. Как минимум, четверо внуков также были русскими морскими офицерами.
Сыновья:
- Василий Романович Бойль (1828 — 26.5.1877) – капитан 2-го ранга (31.3.1874).
- Константин Романович Бойль (1833 — после 1882) – капитан 2-го ранга (1.1.1878), командир парохода «Рюрик» (1871-1880).
- Роман Романович Бойль (04.04.1836 — 02.02.1901)[2] – контр-адмирал (23.12.1885), командир корвета «Баян» (1874-1881), в честь него названа полуостров Бойля на Сахалине[3].
- Александр Романович Бойль (20.04.1838 — 07.06.1901) – капитан 1-го ранга (3.4.1889), командир парусно-винтовой шхуны «Полярная звезда» (1880-1985) и монитора «Перун» (1886-1888).
- Платон Романович Бойль (08.06.1841 — 23.11.1889) – капитан 1-го ранга (20.11.1889), командир канонерской лодки «Гроза» (1881-1884), парохода «Владимир» (1886) и клипера «Пластун».
- Георгий (Егор) Романович Бойль (29.07.1842 — 17.09.1901) – капитан 1-го ранга (5.3.1890), командир винтовой шхуны «Полярная звезда» (1886-1887) и монитора «Ураган» (1888-1890).
- Алексей Романович Бойль (13.7.1846 — 19.3.1897) – капитан 1-го ранга (1.1.1892), старший помощник командира Владивостокского порта, командир канонерских лодок «Соболь» (1879-1885) и «Бобр» (1888-1891), 14-го флотского экипажа (с 20.8.1895), в честь него назван мыс Бойля в Заливе Петра Великого (название мысу присвоено в 1890—1891 гг.)[3].

Дочь:
- Анна Романовна Шишмарева (28.2.1831—?)

## Память
В честь Романа Платоновича Бойля назван мыс Бойля (Боиль) [Мохикан] (Берингово море, остров Открытие, 60°16′ с.ш., 167°26′ з.д., мыс обследован в 1821 году экипажем шлюпа «Открытие», тогда же назван по фамилии члена экипажа лейтенанта Р. П. Бойля, название мысу присвоено М. Н. Васильевым).